# Inżynieria wiedzy
Inżynieria wiedzy – dział inżynierii i nauki zarazem. Termin został wprowadzony w informatyce, a ściślej w dziedzinie sztuczna inteligencja, dotyczy budowy tzw. baz wiedzy.
Podstawowym zadaniem inżynierii wiedzy jest zbieranie i formalizacja wiedzy ekspertów do formy reguł 
używanych przez systemy ekspertowe.
Obecnie inżynieria wiedzy staje się dziedziną interdyscyplinarną, gdzie współpracują psycholodzy, kognitywiści, informatycy i matematycy.
Metody pozyskiwania wiedzy
1. Bezpośrednie zapisanie wiedzy – „uczenie na pamięć” (ang. rote learning). Nie wymaga od systemu doradczego, który podlega uczeniu, żadnego wnioskowania czy też transformacji danych. Przykładem zastosowania takiego algorytmu uczenia może być bezpośrednie zaprogramowanie bazy wiedzy.
2. Na podstawie przykładów – stanowi szczególny sposób uczenia o charakterze indukcyjnym. Bardzo często wykorzystywany sposób pozyskiwania wiedzy. Metoda ta polega na wygenerowaniu ogólnego opisu pojęć czy też inaczej klas, na podstawie przykładów i kontrprzykładów reprezentujących te pojęcia.
3. Na podstawie instrukcji – „uczenie poprzez przekazanie informacji” (ang. learning by being told). Pozyskiwanie wiedzy w tym przypadku polega na wykorzystaniu źródeł wiedzy wskazanych przez eksperta, na przykład materiałów książkowych, leksykonów itp. i ich transformacji na język zrozumiały przez system. Następnie konieczne jest dokonanie agregacji z wiedzą daną a priori, co jest konieczne dla jej efektywnego wykorzystania.
4. Na podstawie obserwacji – „uczenie bez nauczyciela”. Metoda ta stanowi uogólnioną formę uczenia indukcyjnego, gdzie w schematach pozyskiwania wiedzy nie korzysta się z pomocy nauczyciela. W metodzie tej znaczący jest udział uczącego się podczas procesu nauczania. Tego rodzaju sposób pozyskiwania wiedzy można znaleźć w technikach grupowania czy też technikach rozpoznawania obrazów.
5. Na podstawie analogii – metoda ta polega na takiej transformacji istniejącej bazy wiedzy, aby mogła być ona użyteczna do opisów faktów podobnych (choć nie tych samych) do tych, które już wcześniej zostały zawarte w bazie wiedzy systemu. Ten sposób pozyskiwania wiedzy wymaga znacznie większego udziału ucznia w procesie nauki: po pierwsze fakt analogiczny do aktualnie analizowanej sytuacji musi być odnaleziony w bazie danych, po czym musi on zostać transformowany tak, aby mogła być użyteczna w danej sytuacji. Następnie następuje zapisanie transformowanego faktu do bazy wiedzy w celu ponownego wykorzystania.

Teorią inżynierii wiedzy i jej wykorzystaniem zajmuje się inżynieria meta-wiedzy.